# Collonge-en-Charollais
Collonge-en-Charollais település Franciaországban, Saône-et-Loire megyében. Lakosainak száma 150 fő (2022. január 1.). Collonge-en-Charollais Saint-Micaud, Genouilly, Joncy, Mary és Mont-Saint-Vincent községekkel határos.

## Népesség
A település népességének változása:
| Lakosok száma | 144  | 140  | 139  | 141  | 142  | 144  | 146  | 148  | 150  |
|               | 2013 | 2015 | 2016 | 2017 | 2018 | 2019 | 2020 | 2021 | 2022 |